# سید صباح زنگنه
سید صباح زنگنه (زادهٔ ۱۳۳۰) نماینده حوزه انتخابیه شیراز در مجلس اول شورای اسلامی بود.
او پس از نمایندگی دور اول مجلس شورای اسلامی مسوولیت‌هایی متعدی را برعهده داشت ک از میان آنها می‌توان به تأسیس و ریاست نمایشگاه کتاب تهران در دهه ۱۳۶۰ و همچنین معاونت وزارت فرهنگ و ارشاد اسلامی در دوره وزارت سید محمد خاتمی اشاره کرد. او همچنین در این دوران از کسانی بود که با امضای نامه‌ای محرمانه به نخستین رهبر ایران خواهان رفع اتهام و آزادی بهزاد نبوی در جریان پرونده انفجار مقر نخست‌وزیری شد.

## تاریخجه انتخاباتی
| دوره نمایندگی | تعداد رای | درصد آراء |
| ------------- | --------- | --------- |
| اول           | ۱۵۳٬۷۲۷   | ۷۲٫۹      |